# Pleiospilos bolusii
A Pleiospilos bolusii a szegfűvirágúak (Caryophyllales) rendjébe, ezen belül a kristályvirágfélék (Aizoaceae) családjába tartozó faj.
Nemzetségének a típusfaja.

## Neve
Ez a növényfaj a fajnevét, azaz a bolusii-t, Harry Bolusról a 19. századbeli dél-afrikai botanikusról kapta.

## Előfordulása
A Pleiospilos bolusii előfordulási területe a Dél-afrikai Köztársaságbeli Kelet-Fokföldön (Eastern Cape) van, ahol 7500-1100 méteres tengerszint feletti magasságok között nő.

## Megjelenése
Szártalan, évelő pozsgás növény, amely csak 8 centiméter magasra és 15 centiméter szélesre nő meg. A két vagy négy, átellenesen ülő, vaskos levelei a tövüknél összeforrtak és háromszögalakot mutatnak. E vaskos, szürkés-zöldes levelek miatt, a növény kavicskupacnak tűnik. Az inkább őszirózsafélékéhez hasonló virága sokszirmú és sárga színű. A levelek közül bújik elő, és 6-8 centiméter átmérőjű. A virág gyakran kókusz szagú. Augusztustól szeptemberig nyílik.

## Tartása
A legalacsonyabb hőmérséklet amit megtűr, 7 Celsius-fok. A mérsékelt övi területeken üvegházban tartandó.

## Képek

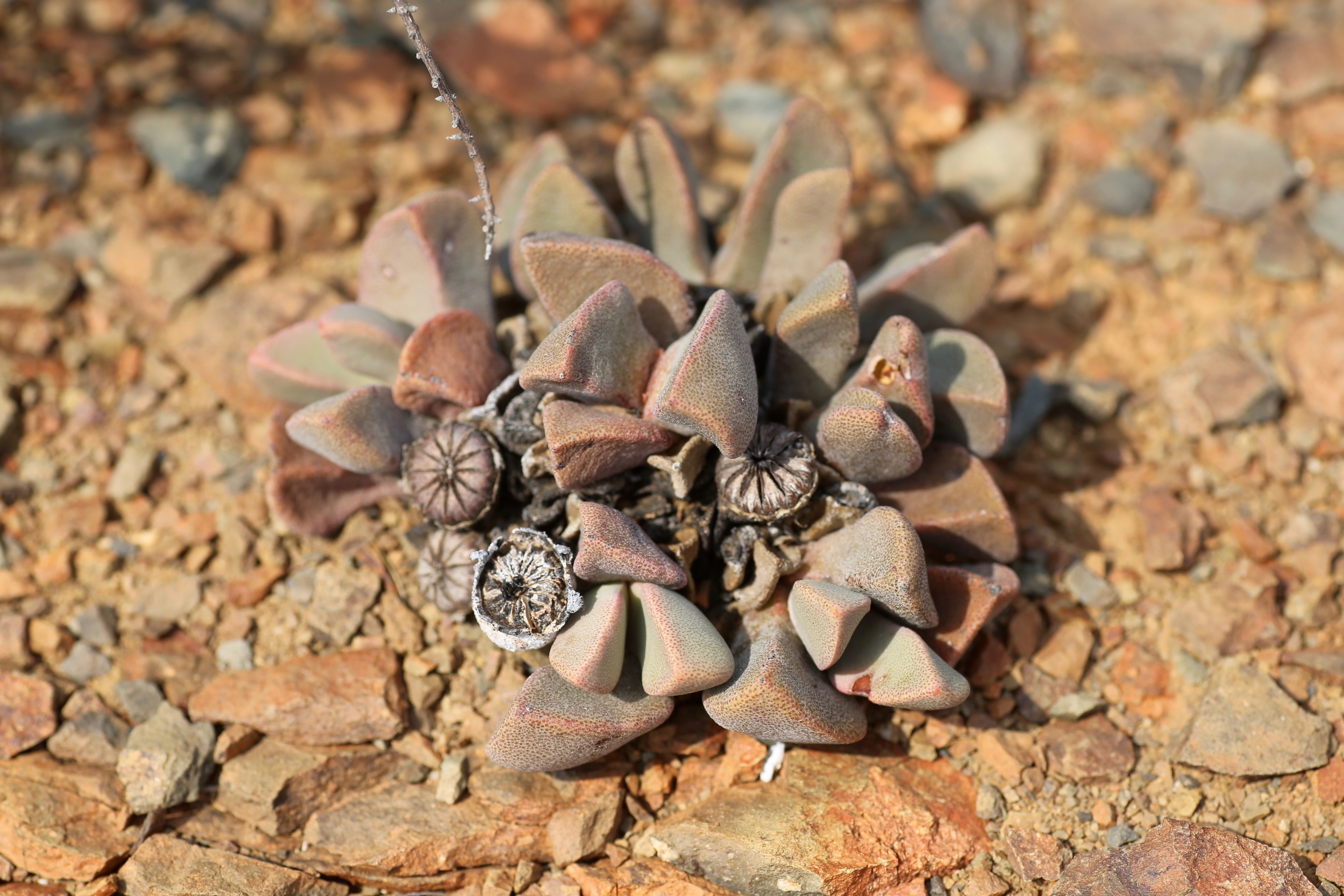
A növény
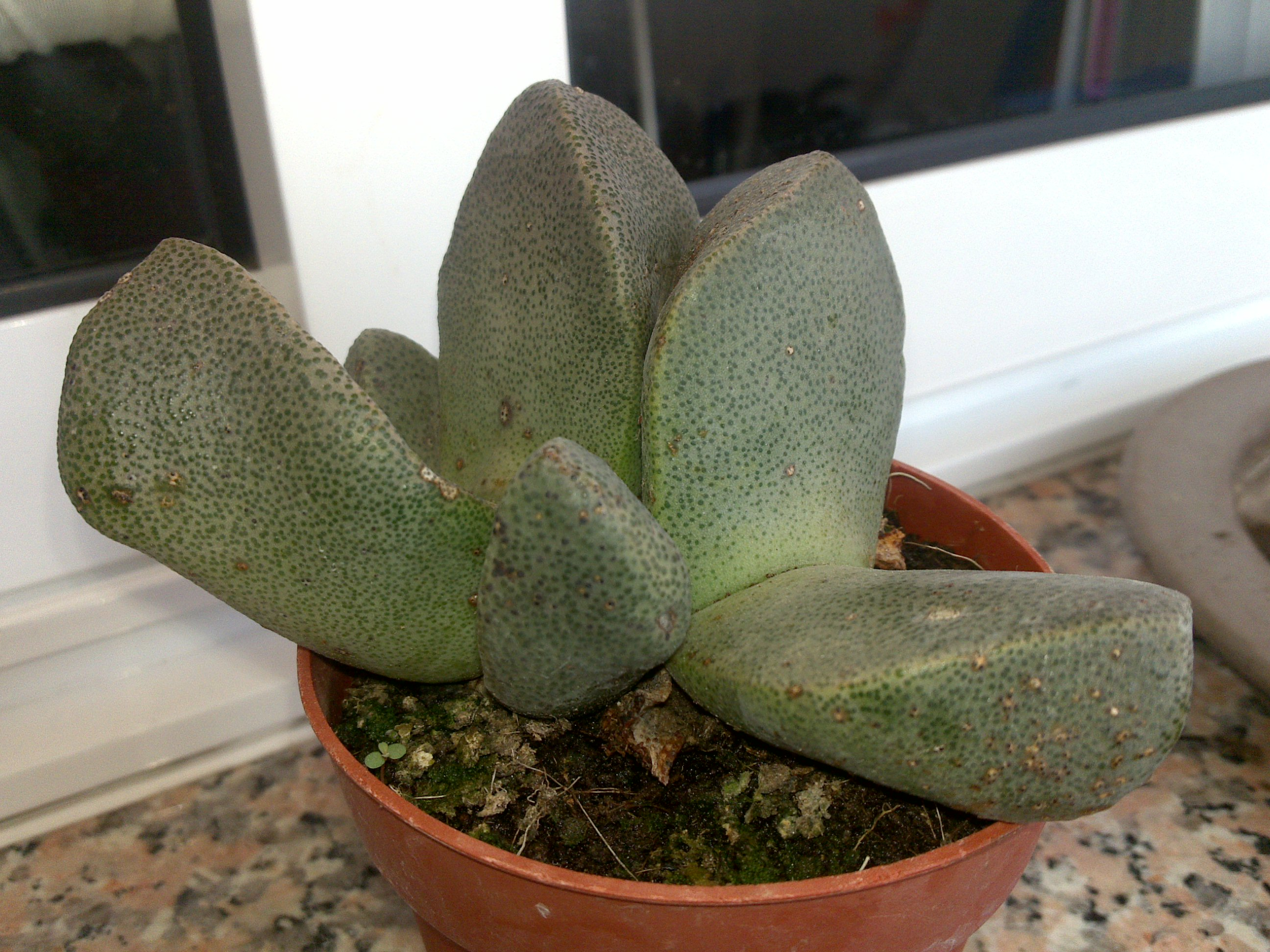
és
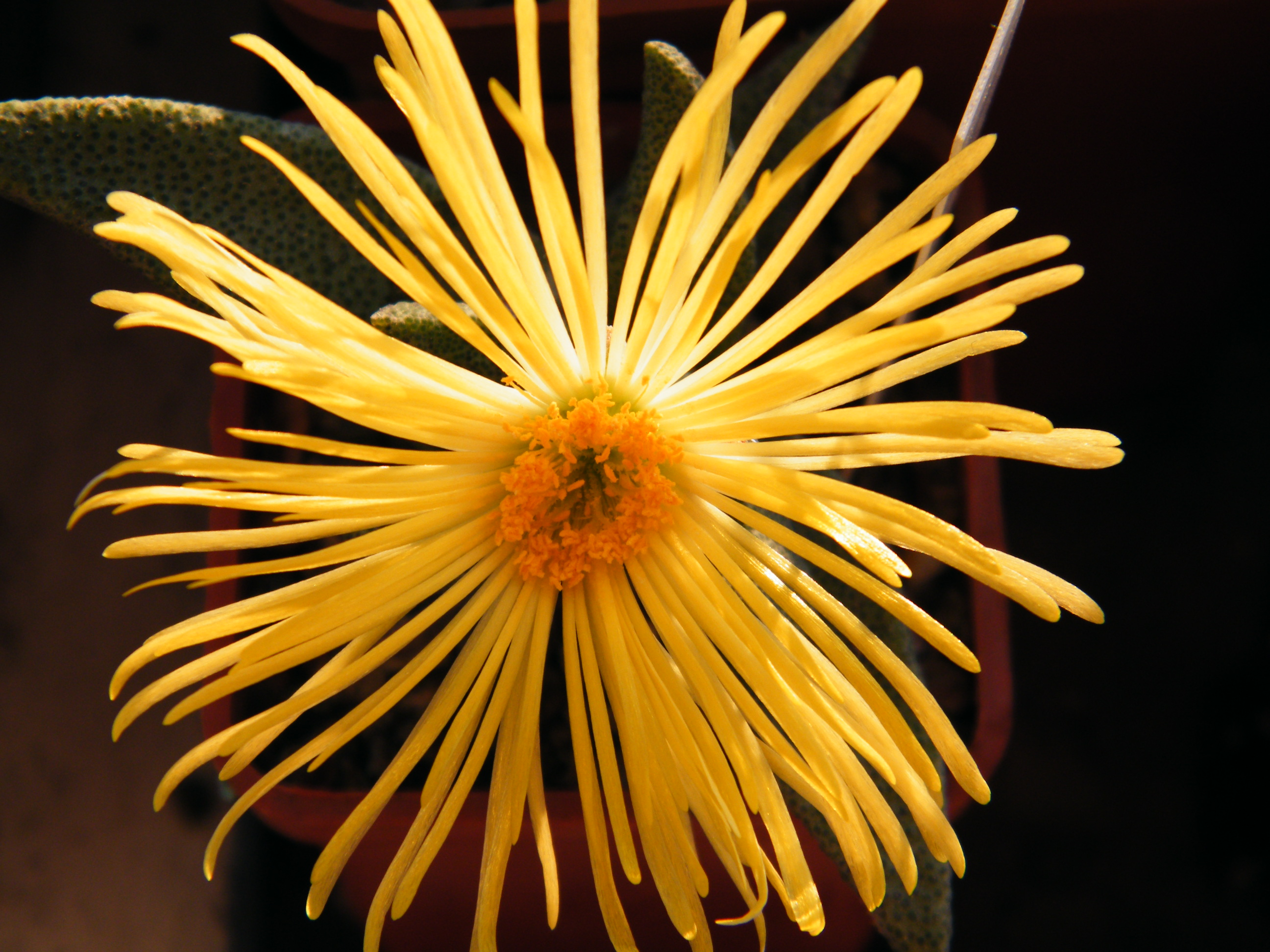
virágai
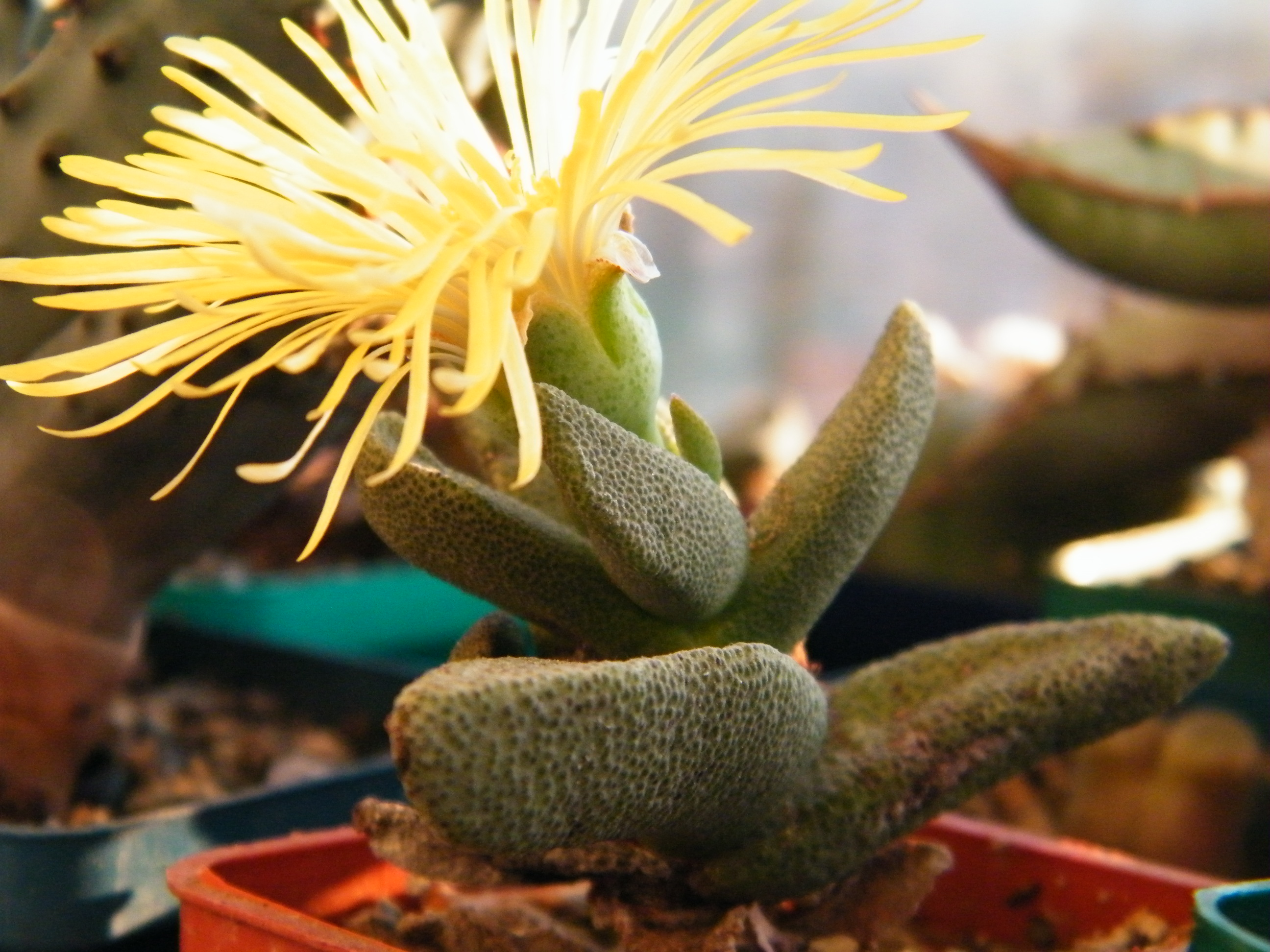

### Fordítás
- Ez a szócikk részben vagy egészben  a   Pleiospilos bolusii című angol Wikipédia-szócikk ezen változatának fordításán alapul.  Az eredeti cikk szerkesztőit annak laptörténete sorolja fel. Ez a jelzés csupán a megfogalmazás eredetét és a szerzői jogokat jelzi, nem szolgál a cikkben szereplő információk forrásmegjelöléseként.